# Lin Sang
Lin Sang (en chino: 林桑; Xianyou, 17 de agosto de 1977) es una deportista china que compitió en tiro con arco, en la modalidad de arco recurvo.
Participó en los Juegos Olímpicos de Atenas 2004, obteniendo una medalla de plata en la prueba por equipo (junto con He Ying y Zhang Juanjuan). Ganó una medalla de plata en el Campeonato Mundial de Tiro con Arco al Aire Libre de 1999, en la misma prueba.

## Palmarés internacional
| Juegos Olímpicos                 | Juegos Olímpicos | Juegos Olímpicos | Juegos Olímpicos |
| Año                              | Lugar            | Medalla          | Prueba           |
| -------------------------------- | ---------------- | ---------------- | ---------------- |
| 2004                             | Atenas (Grecia)  | Medalla de plata | Equipo           |
| Campeonato Mundial al Aire Libre |                  |                  |                  |
| Año                              | Lugar            | Medalla          | Prueba           |
| 1999                             | Riom (Francia)   | Medalla de plata | Equipo           |